# Sport 5
Sport 5 – sportowy kanał telewizyjny nadający w Czechach. Sport 5 skupia się głównie na sportach motorowych.
Kanał rozpoczął nadawanie 2 maja 2008 roku.